# Дмитрівка (Синельниківський район)
Дми́трівка — село в Україні, у Синельниківському районі Дніпропетровської області, над річкою Самара. Входить до складу Миколаївської сільської громади. Населення становить 3772 особи. Колишній орган місцевого самоврядування — Дмитрівська сільська рада.

## Географія
Село Дмитрівка знаходиться на лівому березі річки Самара, у місці впадання в неї річки Чаплина, вище за течією на відстані 4 км розташоване село Миколаївка, нижче за течією на відстані 1,5 км розташоване село Бажани, на протилежному березі — село Мар'їна Роща. Річка в цьому місці звивиста, утворює лимани, стариці і заболочені озера. Через село проходять автомобільні дороги М30 (E50), Т 0427 і залізниця, платформа 80 км, на лінії Покровськ—Павлоград.

## Історія
Село засноване в 1776 році як військова слобода.
19 липня 2020 року, в результаті адміністративно-територіальної реформи та ліквідації  Петропавлівського району, село увійшло до складу новоутвореного Синельниківського району.

### Історія Дмитрівської церкви
Дмитрівська церква була побудована і освячена 21 березня 1781 року на честь святого Дмитра Ростовського Чудотворця реальній людині, яка жила в 1651—1709 рр. Народився він в 1651 році Київському полку містечко Макаров, помер у Ростові 28.10.1709 року. В миру його звали Данило Савич Туптало. Він прославився, як борець з пороками, п'янством та розгульним життям, проповідував слово боже, писав п'єси, піклувався історією та народною освітою. 20 років писав книгу Четьї-Мінеї про життя святих. Причислений до лику святих 1757 році день пам'яті 21 вересня та 10 червня.   
У 1840-х роках стару дерев'яну церкву на честь Дмитра Ростовського демонтували і побудували церкву Різдво-Богородицьку, яка і простояла в селі до 30-х рр ХХ століття, доки більшовицька влада не зачинила та зруйнувала храм. Напевне, останнім дмитрівським священиком (тихонівської орієнтації) був Іван Миколайович Трофимовський, народжений 1873 року в с. Кагальник Ростовського повіту Катеринославської губернії (нині Азовський район Ростовської обл.) . Заарештований органами ДПУ 3 лютого 1930 року. Вивезений під арештом до Дніпропетровська. Звинувачений у ворожості до радянської влади, групуванні навколо церкви куркулів і нібито агітації проти СОЗів (попередники колгоспів). 26 березня 1930 року священик засуджений Особливою нарадою при колегії ДПУ УРСР до заслання у Північний край на три роки. Подальша доля його невідома. Реабілітований 11 травня 1999 року. У 1930 році у нього були дружина Одарка Прокопівна і діти — 23-річна Варвара та 21-річний Георгій.
За спогадами сучасників Дмитрівська церква святого Дмитра Ростовського Чудотворця стояла приблизно на тому самому місці, де  зараз стоїть колишній клуб з кінотеатром, бібліотекою та перукарнею, а зараз це сучасна Дмитрівська церква та поряд будинок батюшки Аліма. Як виглядав храм — невідомо. За спогадами старожилів він був зачинений і зруйнований ще, «коли люди жили одноосібно» та до колективізації. Приблизно середина та кінець 20-х років ХХ століття. Колективізація почала розгортатись в 1929—1932 рр. Значить це проміжок між 1918—1929 роками.
За іншими даними зачинена церква була зруйнована під час бойових дій 1941-43 років.  За спогадами сучасників частина церковних реліквій та дзвони з церкви були закопані десь на березі річки Самари їх навіть намагалися віднайти наприкінці 80-х років ХХ століття.
За парком, у центрі села, на території якого стоїть Дмитрівська сучасна церква (Дмитрівський Свято-Рождественський -Богородичний храм) був із 1930-х до 1992-96 років МТС, який був огороджений красивою залізною огорожею ручної роботи (фігурна ковка), яку зробили ковалі ще для старої церкви. За спогадами сучасників цю огорожу зняли із даної церкви і огородили МТС після зруйнування МТС знову огородили церкву і зараз можна побачити це чудо ковальської майстерності.

### ХІХ сторіччя
За даними 1859 року Дмитрівка була державним селом. Тут була квартира 1-го стану Павлоградського повіту, 1 православна церква, училище, 4 ярмарки, базари, поштова станція, 545 подвірь, 3592 мешканців зі значною часткою росіян
Станом на 1886 рік у селі, центрі Дмитрівської першої волості Павлоградського повіту Катеринославської губернії, мешкало 5180 осіб, налічувалось 700 дворів, існували православна церква, школа, поштова станція, 5 лавок, 2 бондарні, 3 постоялих двори, проходило 3 ярмарки на рік та базари по святах.

### Паровий млин у Дмитрівці (кінець ХІХ початок ХХ століття)
Одним із найстаріших парових млинів Дніпропетровської області є млин в селі Дмитрівка. За переказами він був побудований німцем-колоністом за фахом інженером в кінці ХІХ на початку ХХ століття. Частина Самари в районі сучасної олійниці має назву Парова напевне від назви парового млина. Це була революційна технологія того часу паровий млин користувався популярністю і в село звозили збіжжя для отримання борошна з багатьох сел. Після революції млин було націоналізовано, а його власник втік у Німеччину від свавілля ГубЧК. Відомо, що під час окупації села у 1941-43 рр. власник млина повертався у село та користувався ним. У повоєнний часи млин було переробленої у маслопрес і він став Дмитрівської олійницею, яка теж славиться за межами села.

### Німецька окупація
Під час гітлерівської окупації в селі від рук нацистів загинули комуністи-підпільники С.Гузь, М.Саприка, В.Посунько.
В період тимчасової окупації села Дмитрівки 13 жовтня 1941- 17 вересня 1943 від рук місцевих поліцаїв загинуло декілька десятків осіб місцевого населення та радянських військовополонених. Особливою жорстокістю прославився місцевий поліцай Ілля Наумкін 1915 р.н. Із матеріалів слідчої групи КДБ 1982-84 рр. «Ілля Андрійович Наумкін народився в селі Дмитрівка Павлоградського повіту Катеринославської губернії (сучасне село Дмитрівка Петропавлівського району Дніпропетровської області) у 1915 році. Закінчив три класи. До війни змінив декілька професій. Мав зв'язки з бандитами і в 1937 році був засуджений. На початку війни був призваний до лав РККА і вже повернувся у Дмитрівку разом із окупантами у 1941 році.  Після чого пішов добровільно служити у поліцію. На службі у поліції зарекомендував себе з гарного боку у німців за свою жорстокість і мав швидке кар'єрне зростання». Явно ця людина відчувала свою безкарність та вседозволеність з огляду на жорстокість його нелюдських вчинків проти своїх же односельчан чого тільки варта гра у футбол відрубаною людською головою чи постріл у натовп дітей, зґвалтування жінок та вбивства людей. Із Дмитрівки цей нелюд втік разом із німцями у 1943 році і його сліди зникли на 40 років. У 1982 році оперативна група КДБ розпочала розшук останніх шести поліцаїв, які звірствували на території Дніпропетровської області. Почала слідча група із розшуку свідків у Дмитрівці, Олефірівці, Бажанах. Очевидців було мало. За чотири місяці знайшли сестру Наумкіна, колишнього поліцая Заярного, який вже відбув покарання і жінку, яку Наумкін силою змушував з ним жити та декілька старожилів. Інформації було мало, але один із мешканців села пригадав, що коли бував у 1972 році на ринку у Хмельницькому бачив людину дуже схожу на Наумкіна. На питання: «Ілля це ти?» він нічого не відповів, а зібрався і пішов.
Слідча група півтора тижні через адресне бюро перевіряла усіх людей з підходящими даними у Хмельницькій області. Таких виявилося 25. Найбільш перспектив-них було три. Двох відсіяли і лишився один підозрілий пенсіонер Леонід Наумов. Як було записано у його анкеті в пенсійному фонді: « Народився в селі Панютіно Панютінського району Харківської області. З 1946 року проживав в селі Волочковці на Хмельниччині. Був одружений, мав дітей. Учасник бойових дій.
Вів закритий спосіб життя, казав, що немає рідних і є сиротою з дитячого будинку. У 1953 році був засуджений за крадіжку на заводі де працював різноробочим». Почалася слідча перевірка та процедура впізнання за допомогою вцілілих свідків та колишніх колег-поліцаїв. Знайшли свідка вбивства Солом'яного та жінку-свідка вбивства Коробського, яку Наумкін під час війни ґвалтував і вона мала від нього сина з яким проживала у Павлограді. Але ці люди відмовилися їхати для впізнання, так як і по сорока роках боялися цього ката казали: «Вб'є!». Довелося їхати колишньому поліцаю Заярному, але він так боявся, що йому забинтували лице ніби він обгорів. Наумкіна запросили у пенсійний фонд ніби для уточнення даних, а він до речі вважався учасником війни і мав різні пільги  і там вирішили провести опізнання. Коли Заярний побачив Леоніда Наумова то втратив свідомість, а коли прийшов до тями кричав: «Це він! Це  він!». Хоча впізнати Наумкіна було важко, у нього була проведена операція на обличчі з приводу раку шкіри. Було вирішено затримати Леоніда Наумова. Він зізнався слідчим, що дійсно не той за кого себе видає, але участь у військових злочинах та звинувачення у зраді Батьківщині повністю відкидав. Було вирішено доставити його у Дніпропетровськ для проведення слідчих дій. У аеропорту при проходженні через металодетектор почули сигнал — у чоботі Наумкіна був ніж. Схоже поліцай хотів до останнього не здаватись. В наступному слідчі допитали свідків, провели співставлення їх свідчень, судмедексперти провели ексгумацію жертв ката на цвинтарях Дмитрівки, Олефіровки, Чумаків з метою підтвердження свідчень родичів вбитих. Наприклад, у Василя Халяви була відрубана голова, при ексгумації дійсно виявили скелетовані рештки без черепа (дружина Василя Халяви все запитувала у нелюда на процесі куди ж він подів голову вбитого чоловіка?). Ексгумовані останки оглядала судмедексперти в приміщенні старого моргу Дмитрівської земської лікарні.  Під тиском свідчень та доведених епізодів його нелюдських вчинків він почав частково визнавати свою вину.
Слідство з'ясувало, що Наумкін у 1943 році втік разом із німцями прихопивши з собою громадянську дружину, яку потім покинув разом з маленькою дитиною у потязі, який прибув у Німеччину. Жінка працювала у бауера, доїла корів і в маленькій бляшанці з-під консервів потроху носила  молоко грудній дитині і так її годувала. На процесі вона слала прокльони на голову цього поліцая за скалічене життя. Спочатку Наумкін втік до Польщі потім до Німеччини, а після війни видавши себе за військовополоненого під чужим ім'ям примкнув до військової частини і закінчив війну солдатом. Після чого оселився у селі Волочковиці Хмельницької області де прожив майже сорок років. Коли люди дізналися, що спіймано Наумкіна вони вимагали видати його для самосуду. Наприклад дружина вбитого Василя Халяви ніби то хотіла поближче глянути на Наумкіна, а сама кинулася на нього з палицею її ледь відтягли. Якби людям видали цього ката з ним було б те саме, що було з його колегою Мартиненко, у 1945 році жінки із Дмитрівки побачивши колишнього ката забили його до смерті прямо на вулиці. Мартиненко разом із Наумкіним часто вбивали людей для забави чи спортивного інтересу. Наприклад побилися об заклад з чого краще вбивати людей з карабіна чи гвинтівки. Вивели двох військовополонених і пострілами в голову вбили обох.
1984 році, п'ять спекотних весняних днів, у Дмитрівці відбувалася нечувана подія, у будинку культури колгоспу «Ленінець» відбувалося засідання виїзної колегії обласного суду. Перед будинком культури був натовп людей, через репродуктори та радіоточки йшла трансляція із залу суду. За спогадами сучасників коли до будинку культури під'їхала машина з поліцаєм, натовп людей обступив і ледь її не перекинув руками такий був високий градус гніву і по сорока роках після війни. Під час процесу Наумкін все відкидав, казав, що часи такі були всі вбивали. Люди плювали в його сторону і слали прокльони. Сестра казала: « Ілько це ж ти зізнайся у всьому». «Ні! Не був. Не знаю», — чулось у відповідь. Коли у матеріалах справи дійшла черга до епізоду звірячого вбивства голово сільради Василя Халяви та місцевих старост ось що прозвучало у обвинувачуванні: «У лютому 1943 року радянські війська після розгрому німців під Сталінградом почала наступ на Україну. Німці були вимушені відступати від Харкова, Лозової, Павлограду до Дніпропетровська та Запоріжжя. Радянські танки дійшли до Дмитрівки і у них скінчилося пальне. Поспіхом німці полишили цілий склад пального у селі і місцеваі старости разом із Василем Халявою показали танкістам де цей склад.» Це лише гіпотетичне припущення, але у Дмитрівці є район за старою земською лікарнею який використовують як цвинтар і має він незвичну назву для цвинтаря — нафтобаза. Можливо це і є місце складу. На цій заправці пального радянські танки ринулися в бій і за добу досягли Дніпропетровська та Запоріжжя де на злітній смузі під Запоріжжям ледь не розчавили літак фізельшторьхт з Гітлером, але йому пощастило у танків скінчилося паливо неподалік від злітної смуги. Далі танки були відрізані, оточені і знищенні. Фронт відкинуто до Курська і Бєлгорода аж до липня-серпня 1943 року. Коли звільнили Дмитрівку, 18 лютого 1943 року, радянський офіцер видав 20 річному Василю Халяві пістолет, гранату і коня і назначивши головою сільради наказав встановлювати радянську владу в оточуючих селах. Уже 19 лютого, ударом танкового корпусу СС під командуванням обергрупенфюрера СС Пауля Хауссера було відрізано радянські війська від комунікацій оточено і знищено. Німці разом з поліцаями повернулися в село і почали звірячу розправу із зрадниками. Василя Халяву із старостами Наумкін із своїми «колегами» знайшли у родичів молодого голови сільради. Їх забрали і повели на розстріл. Двох старост вбили одразу, а Василя разом із ще одним старостою важко поранили. Поки поліцаї пішли напевно випити та закусити важко поранений староста сказав пораненому Василеві повзи до дому. Із раною в черевній порожнині він поповз додому. Коли повернулися кати закопувати жертв то побачили, що одного немає. Вони поїхали додому до Василя і забрали його до свого відділу поліції на вулиці Базарній у центрі Дмитрівки. Не звернули навіть уваги на благання батьків та дружини лишити важко пораненого помирати вдома. Василя Халяву мордували у будинку управи поліції. У 1970-х роках в цьому будинку розміщувалася Дмитрівська аптека № 69, а в роки війни сільрада та відділок поліції. За спогадами сучасників на дверному косяку аптеки ще у 1970-х роках було видно відбитки людських зубів важко навіть уявити, які страшні речі робили ці кати. За спогадами Андрєєвої Агрипіни Федорівни (1908 р.н.) понівечені тіла Василя Халяви та ще декількох жертв поліцаїв ексгумували із криниці навпроти сучасної будівлі аптеки № 69 вул. Базарна, 13 ,яка знаходилася на території сучасної нежилої садиби за адресою вул. Базарна, 16.. З криниці витягли тіло Василя Халяви без голови, нею ці нелюди грали у футбол і невідомо куди діли, відірваною рукою, шматом дроту, що стирчав із грудної клітини, долоні і стопи трупа були пробиті цвяхами. Василя Халяву поховали у Чумаках. Всіх інших вбитих у центрі Дмитрівки у братській могилі. Наумкін отримав заслужений вирок — смертну кару, який було виконано через рік після процесу у 1985.
Відомі прізвища колег Наумкіна: Мартиненко, Середа, Павлюк, Заярний.

### Відвідини Л.І.Брежневим села Дмитрівка
Достовірно точно відомо зі спогадів сучасників Григорія Борисовича Каніболоцького (1893—1975), що майбутній Перший секретар ЦК КПРС двічі бував у селі Дмитрівка приблизно в 1949—1950 рр. Григорій Борисович усе життя пропрацював лісником в дубовому лісі та Каніболоцькій леваді. Брежнєв бував двічі в Леваді і один раз це було або пізно восени, або взимку, бо він був у баранячому тулубі. Брежнєва пригощали потрійною юшкою і йому дуже сподобалися Дмитрівські краєвиди. На той час він був лише першим секретарем Дніпропетровського обкому партії, але все одно це вже була значна фігура в тогочасному політичному світі. У Каніболоцькій леваді також бував Володимир Щербицький.
12 червня 2020 року, відповідно до розпорядження Кабінету Міністрів України № 709-р від «Про визначення адміністративних центрів та затвердження територій територіальних громад Дніпропетровської області», увійшло до складу Миколаївської сільської громади.

## Населення
Згідно з переписом УРСР 1989 року чисельність наявного населення села становила 4029 осіб, з яких 1849 чоловіків та 2180 жінок.
За переписом населення України 2001 року в селі мешкало 3777 осіб.

### Мова
Розподіл населення за рідною мовою за даними перепису 2001 року:
| Мова            | Кількість | Відсоток |
| --------------- | --------- | -------- |
| українська      | 3585      | 95.04%   |
| російська       | 169       | 4.47%    |
| вірменська      | 9         | 0.24%    |
| білоруська      | 1         | 0.03%    |
| болгарська      | 1         | 0.03%    |
| інші/не вказали | 7         | 0.19%    |
| Усього          | 3772      | 100%     |

## Економіка
- ТОВ «Весна».

## Об'єкти соціальної сфери
- Школа І-ІІІ ст.
- Школа І-ІІ ст.
- Дитячі садочки.
- Будинок культури.
- Лікарня.

## Пам'ятки
Поблизу села розташований ландшафтний заказник загальнодержавного значення Мар'їн гай.

## Відомі люди
- Комаров Михайло Федорович (1844—1913) — український бібліограф, критик, фольклорист і лексикограф.
- Сайгак Володимир Михайлович (1938—1996) — всесвітньовідомий український вчений ракетобудівник.